# Tokió pályaudvar

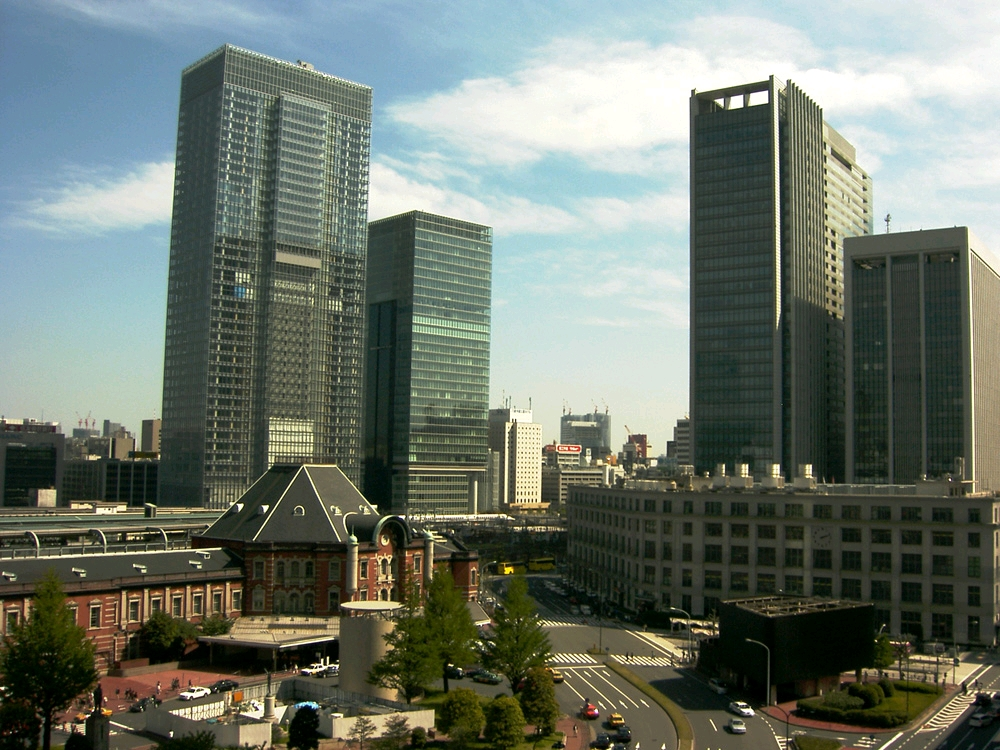
A pályaudvar környezete

A Tokió pályaudvar (japánul: 東京駅, átírással: Tókjó-eki) nagyméretű pályaudvar a Marunoucsi üzleti negyedben, Tokió Csijoda kerületében, Japánban. A császári palota és a Ginza bevásárlónegyed között található.

## Történelem
A 19. század végén merült fel egy Tokión áthaladó magasvasút szükségessége Ueno és Sinbasi között. A Császári Országgyűlés elhatározása alapján az új vonalon egy központi vasútállomást kellett felépíteni, szemben a császári palota kertjével.
Az első kínai-japán háború és az orosz-japán háború kitörése miatt az építkezést többször is elhalasztották, de 1908-ra a vasútállomás elkészült. A háromemeletes épületet Tacuno Kingo tervezte (az ő tervei alapján készült a Manszeibasi vasútállomás és a Japán Nemzeti Bank épülete) az Oroszország felett aratott diadal emlékére. A szóbeszéd szerint az amszterdami főpályaudvarról mintázták, bár több Tacuno szakértő az építész munkásságát és stílusát vizsgálva ezt tagadja.

## Vasútvonalak
Az állomást az alábbi vasútvonalak érintik:
- JR East
  -  Jamanote-vonal
  -  Keihin-Tóhoku vonal
  -  Csúó fővonal
  -  Tókaidó fővonal
  -  Ueno-Tokió vonal
  -  Szóbu fővonal
  -  Jokoszuka vonal
  -  Keijó vonal
  -  Tóhoku Sinkanszen
    -  Hokuriku Sinkanszen
    -  Dzsóecu Sinkanszen
    -  Jamagata Sinkanszen
    -  Akita Sinkanszen
    -  JR Hokkaido:  Hokkaidó Sinkanszen
- JR Central
  -  Tókaidó Sinkanszen
    -  JR West  Szanjó Sinkanszen
- Tokyo Metro
  -  Marunoucsi vonal

## Kapcsolódó állomások
A vasútállomáshoz az alábbi állomások vannak a legközelebb: